# Embalse de Guataparo
El Embalse de Guataparo o también conocido como el Dique de Guataparo, es una represa, lago artificial ubicado al noroeste de la ciudad de Valencia, Estado Carabobo en Venezuela. El Dique está unido a Valencia por una ancha avenida llamada Paseo Cuatricentenario.

## Detalles
Tuvo una importancia relevante en el pasado como suplidor de agua a la capital carabobeña, justo antes del proceso de industrialización. En la actualidad, representa una reserva compensatoria de agua potable. Con el tiempo se ha convertido en atracción turística por la belleza natural de la zona circundante, la selva de fauna y flora que en ellas se encuentran, especialmente aves, por lo cual se le decretó refugio de aves. Además en el dique o lago, se practican los deportes náuticos, desde la navegación a vela, lanchas rápidas, esquí acuático, buceo y pesca deportiva.